# Asunción Fernández Izquierdo
Asunción Fernández Izquierdo (Sagunt, 2 de novembre de 1957) és una arqueòloga submarina valenciana i directora del Centre d'Arqueologia Subaquàtica de la Comunitat Valenciana des de la seua creació al febrer de 1997.
Asunción Fernández ha realitzat treballs d'investigació des de 1986 a 1997 i de 2005 a 2007, al Servei d'Investigacions Arqueològiques i Prehistòriques de la Diputació de Castelló, i entre els anys 2001 i 2004, fou la representant científica de la Direcció General de Patrimoni Artístic de Conselleria de Cultura de la Generalitat Valenciana en el Projecte europeu ANSER, Anciennes Routes Maritimes Méditerranéennes del Programme Interreg III B Medocc. És membre del Comité de Seguiment del Pla Nacional de Protecció del Patrimoni Arqueològic Subaquàtic del Ministeri de Cultura i del Patronat del Museu Nacional d'Arqueologia Subaquàtica ARQVA de Cartagena.
Ha realitzat publicacions científiques en l'àmbit de l'arqueologia, el patrimoni i l'arqueologia subaquàtica, ha dirigit cursos de postgrau d'Arqueologia Subaquàtica i ha format part de comissions científiques de congressos d'arqueologia, entre d'altres.